# Герб Висоцька (Сарненський район)
Герб Висоцька — офіційний символ села Висоцьк, Сарненського району Рівненської області, затверджений 31 липня 1997 р. рішенням сесії сільської ради. 
Автори — А. Гречило та Ю. Терлецький.

## Опис герба
У синьому полі два срібні горностаї, один над одним.

## Значення символів
Символи відображають місцеву природу, історичний рід заняття мешканців містечка (полювання та хутрові промисли), його розташування — синій колір вказує, що Висоцьк омивався з усіх боків водою. 
Щит увінчано червоною міською короною, що вказує на село, яке давніше було містечком.